# Карта з крайовою перфорацією
Карта з крайовою перфорацією, перфокарти ручного сортування — виготовлений з цупкого паперу бланк стандартного формату, зазвичай А5 (Л5 148х210мм) або А6 (Л6 105х148мм), перфорований по периметру двома рядами отворів. На картах могла зберігатися сама різноманітна інформація — карти могли бути просто чисті для заповнення інформації вручну, або на карту міг бути нанесений типографічним чином бланк обліку, який підписував блоки майбутніх перфорацій, які слід залишити.
Картка містить зрізаний кутик, за допомогою зрізаного кутика бланки легко орієнтуються в однаковому порядку, що унеможливлює плутанину горизонтально або вертикально розвернутих бланків у спеціальній шухляді. Перфокарта лежить правильно якщо зрізаний кутик знаходиться справа зверху.
Картка передбачає багатоаспектне зберігання та кодування інформації за рахунок різноманітних варіацій вирізок крайових перфорацій. Так, якщо інформація не передбачається у картці, блок отворів, які знаходяться у картці, вирізається ножицями повністю. Якщо якась інформація наявна в бланку, відповідний блок отворів залишається, або належним чином модифікується. Блоки ознак на карті можуть мати як підпис, так і цифровий код ознаки за якою роблять вибірку. При помилковому вирізанні ознаки — з карти «донора» можна було докреїти вирізаний фрагмент. Для карток створюється спеціальна шухляда, яка дозволяє вирівняти всі карти єдиним блоком. Для вибірки інформації із стопки карток використовується спиця, яка проводиться крізь усі отвори, стопка карток акуратно струшується та підтягуються карти, у яких зберігалась у відповідному місці паперова перфорація-петелька. Послідовність карт не має значення у масиві. Для роботи з крайовими перфокартами передбачався комплект, що складався з ящика для зберігання і пошуку, спиць і щипців для прорізування перфокарт (якщо бланки були без попередніх перфорацій), згодом практика показала, що ящик незручний для сортування, оскільки перфокарти погано випадають з нього, сортування найкраще робити тримаючи в руках стопу перфокарт товщиною не більше 7—8 см (400 штук).
Сучасний еквівалент такого зібрання інформації в електронному вигляді — тегування.